# سفون فيرجيني
سفون فيرجيني (الاسم العلمي:Andropogon virginicus) هو نوع من النباتات يتبع جنس السفون من الفصيلة النجيلية.